# Perchau am Sattel
Perchau am Sattel è una frazione di 311 abitanti del comune austriaco di Neumarkt in der Steiermark, nel distretto di Murau (Stiria). Già comune autonomo, il 1º gennaio 2015 è stato fuso con i comuni di Dürnstein in der Steiermark, Neumarkt in Steiermark, Mariahof, Kulm am Zirbitz, Sankt Marein bei Neumarkt e Zeutschach per costituire il nuovo comune mercato (Marktgemeinde).